# 卡尔·勒德雷尔
卡尔·勒德雷尔（德語：Karl Röderer，1868年7月12日—1928年8月28日），瑞士男子射击运动员。他曾代表瑞士参加1900年夏季奥林匹克运动会射击比赛，获得男子个人50米手枪和男子团体50米手枪金牌。